# Gornji Viduševac
Gornji Viduševac es una localidad de Croacia en el ejido de la ciudad de Glina, condado de Sisak-Moslavina. Según el censo de 2011, tiene una población de 468 habitantes.

## Geografía
Está situada a una altitud de 143 m s. n. m., a 71,8 km de la capital nacional, Zagreb.
| Gráfica de población de Gornji Viduševac 1857-2011                  |
|                                                                     |
| Según los censos de población de la oficina estadística de Croacia. |